# 山路平四郎
山路 平四郎 (やまじ へいしろう、1905年（明治38年） – 1992年（平成4年）は、日本の国文学者。早稲田大学教授・同名誉教授。

## 人物
山路愛山の三男として東京で生まれた。旧制早稲田大学の予科である第一高等学院（現、早稲田大学高等学院）を経て、早稲田大学を卒業。讀賣新聞の記者をしたのち母校早稲田大学の教授となり、定年後に名誉教授となった。
国文学専攻で、多数の著作をなしたが、父である愛山の著書にも身内ならではの裏話を含んだ校注を『基督教評論・日本人民史』など(『山路愛山集』)に残している。

## 主な著作
- 『記紀歌謡の世界 : 山路平四郎古典文学論集』、笠間書院、1994
- 『初期万葉』、山路平四郎・ 窪田章一郎 編、早稲田大学出版部、1979
- 『古事記』、山路平四郎・窪田章一郎 編、早稲田大学出版部、1977
- 『日本霊異記』、山路平四郎・国東文麿 編、早稲田大学出版部、1977
- 『柿本人麻呂』、山路平四郎・窪田章一郎 編、早稲田大学出版部、1976
- 『記紀歌謡』、山路平四郎・ 窪田章一郎 編、早稲田大学出版部、1976
- 「古代の反逆物語（山路平四郎）」、『講座日本の神話6（古代の英雄）』所収、講座日本の神話編集部 編、有精堂、1976
- 『身辺雑記』、山路平四郎責任発行、1976
- 『記紀歌謡評釈』、東京堂、1973
- 山路愛山, 大久保利謙「「父・山路愛山のこと（山路平四郎）」」『山路愛山集』筑摩書房〈明治文学全集 35〉、1965年。ISBN 9784480103352。